# Stigmella geimontani
Stigmella geimontani is een vlinder uit de familie dwergmineermotten (Nepticulidae). De wetenschappelijke naam is voor het eerst geldig gepubliceerd in 1940 door Klimesch.
De soort komt voor in Europa.